# Малък зеленоног водобегач
Малкият зеленоног водобегач (Tringa stagnatilis) е птица от семейство Бекасови (Scolopacidae). Среща се и в България.

## Физически характеристики
Има тънка, дълга, права човка и много дълги, тънки, жълтеникави крака. Дължина на тялото: 23 cm, Размах на крилата: 57 cm. Има малки сезонни и възрастови различия. Възрастните в брачно оперение отгоре са сиво-кафяви, а отдолу – белезникави с кафяви щрихи. През зимата са по-светли. Младите наподобяват възрастните в зимно оперение.

## Начин на живот и хранене
В плитки водни басейни и блата лови насекоми.